# Batalla de Tiatira
La batalla de Tiatira fue un enfrentamiento armado entre el Emperador de Roma y un usurpador.
Tuvo lugar en el año 366 en Tiatira, Frigia (en la actual Turquía), entre el ejército del emperador romano Valente y el ejército del usurpador Procopio, conducido por su general Gomoario. 
La derrota de Gomoario disminuyó las posibilidades de acceder al trono de Procopio, de modo que, cuando Valente alcanzó a Procopio y a sus tropas en Nacoleia, las tropas del usurpador abandonaron a su comandante y Procopio fue encarcelado y ejecutado por Valente.